# Irina Sebrova
Irina Feodorovna Sebrova (em russo:  Ирина Фёдоровна Себрова) (25 de dezembro de 1914 – abril 5, de 2000) foi uma tenente e piloto da Força Aérea Soviética que serviu nas Bruxas da Noite durante a Segunda Guerra Mundial. Sebrova foi agraciada com o título de Heroína da União Soviética no dia 23 de fevereiro de 1945, pelas 825 missões de bombardeamento realizadas.

## Prémios
Com o título de Heroína da União Soviética Sebrova foi galardoada com a Ordem de Lenin. Ela também foi distinguida com três Ordens do Estandarte Vermelho, com a Ordem da Guerra Patriótica de 1ª e 2ª classe, com a Ordem da Estrela Vermelha, e também recebeu várias outras medalhas militares e condecorações.